# Stranac u noći (pjesma Idola)
"Stranac u noći" je pjesma s trećeg singla srbijanskog novovalnog sastava Idoli. To je bio jedini objavljeni singl s albuma Čokolada. Pjesma je balada u kojoj dominira piano a pjevač je Vlada Divljan.

## Povijest
Završivši turneju poslije objavljenog albuma Odbrana i poslednji dani sastav započinje pisati novi materijal koji je trebao biti objavljen kao dupli EP. Izdavačka kuća Jugoton, nije se s tim složila i odlučila je materijal objaviti kao LP.
Pjesma "Bambina", koja je na A-strani singla, bila je promotivno izabrana za objavu kao singl, prvo kao materijal za radio postaje, a kasnije zbog velike popularnosti i za prodaju.  
Na B-stranu izabrana je pjesma "Stranac u noći".

## Popis pjesama
1. "Bambina" (3:08) (N. Krstić, S. Šaper, V. Divljan, D. Gerzić)
2. "Stranac u noći" (4:31) (N. Krstić, S. Šaper, V. Divljan)

## Učestvovali na snimanju
- Vlada Divljan (gitara, vokal)
- Nebojša Krstić (udaraljke, vokal)
- Srđan Šaper (sintesajzer, vokal)
- Branko Isaković (bas-gitara)
- Kokan Popović (bubnjevi)

## Vanjske poveznice
- Bambina / Stranac U Noći na Discogs
- EX YU ROCK enciklopedija 1960-2006,  Janjatović Petar;  ISBN 978-86-905317-1-4